# Dolichurus bicolor
Dolichurus bicolor là một loài côn trùng cánh màng trong họ Ampulicidae, thuộc chi Dolichurus. Loài này được Lepeletier de Saint Fargeau miêu tả khoa học đầu tiên năm 1845.